# Đakovický okruh
Đakovický okruh je jedním ze sedmi kosovských okruhů. Leží v západní části země a hlavním městem je Đakovica.

## Správní členění
V okruhu se nachází tato 4 města:
| Město    | Počet obyvatel (2011) | Rozloha (km²) | Hustota zalidnění (km²) |
| -------- | --------------------- | ------------- | ----------------------- |
| Đakovica | 94,557                | 587           | 161.1                   |
| Orahovac | 55,053                | 276           | 199.5                   |
| Dečani   | 38,984                | 180           | 216.6                   |
| Junik    | 6,078                 | 86            | 70.7                    |

## Galerie

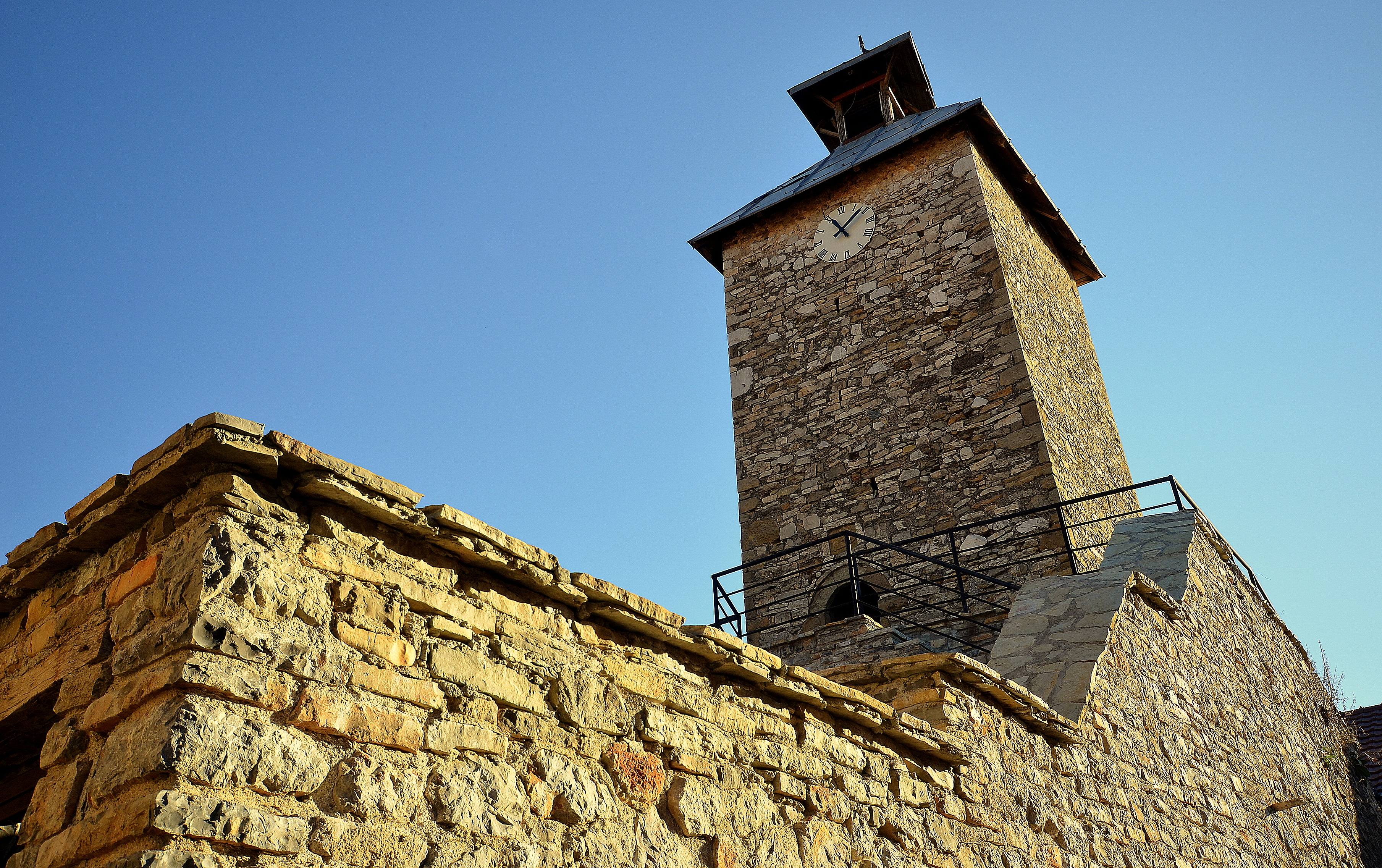
Hodinová věž v Orahovaci
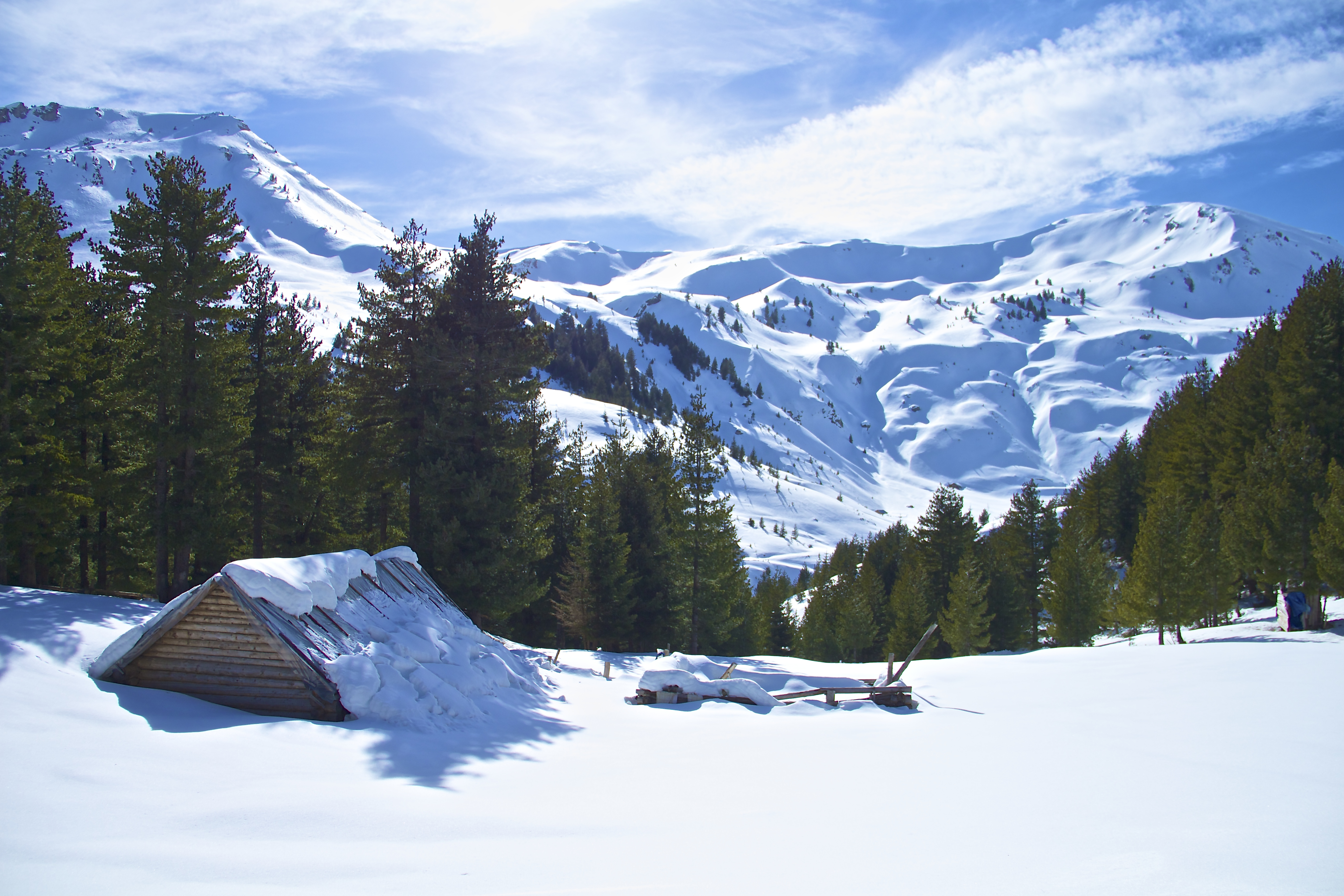
Nejvyšší hora Đeravica
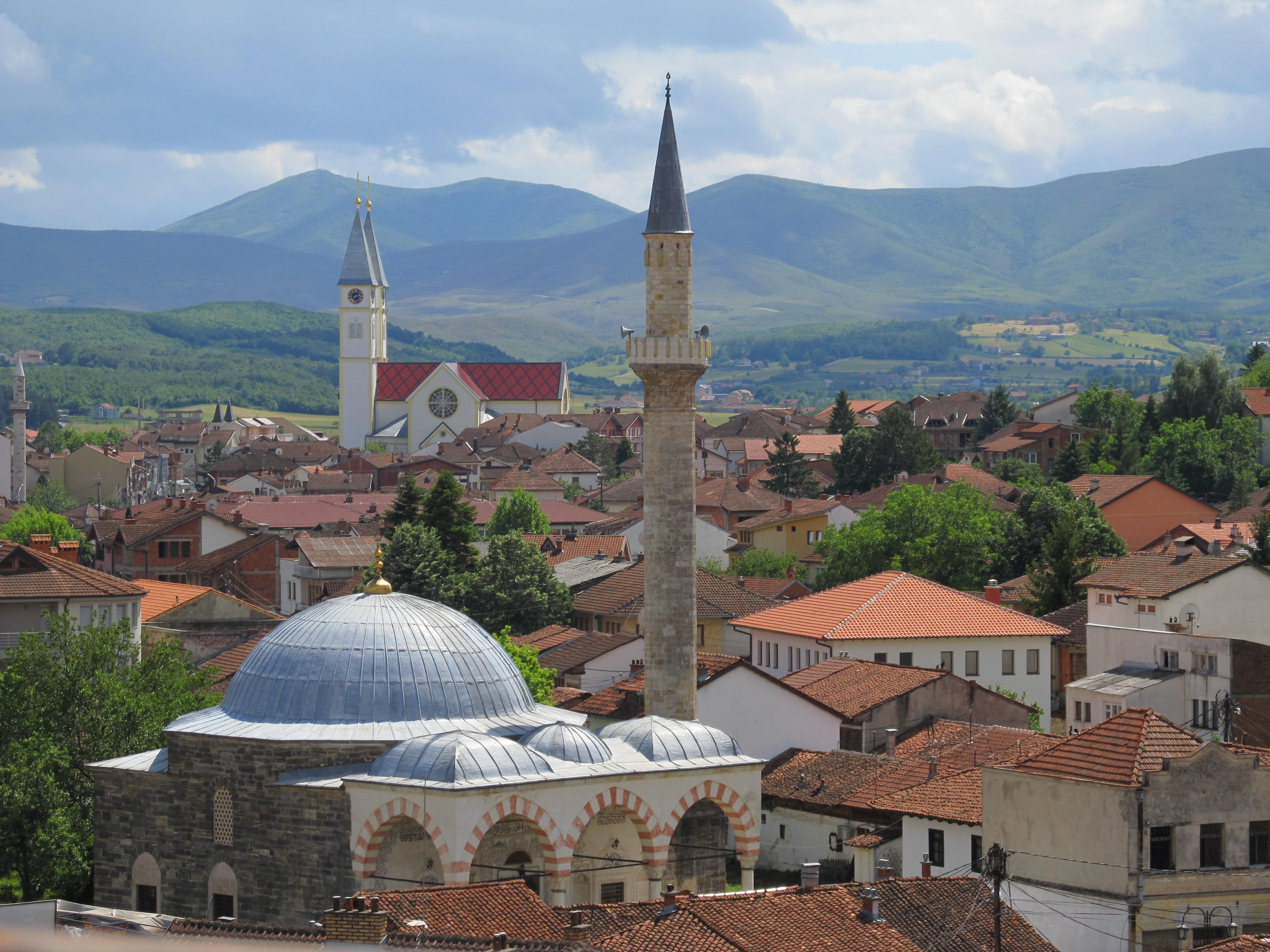
Historická čtvrť Đakovice
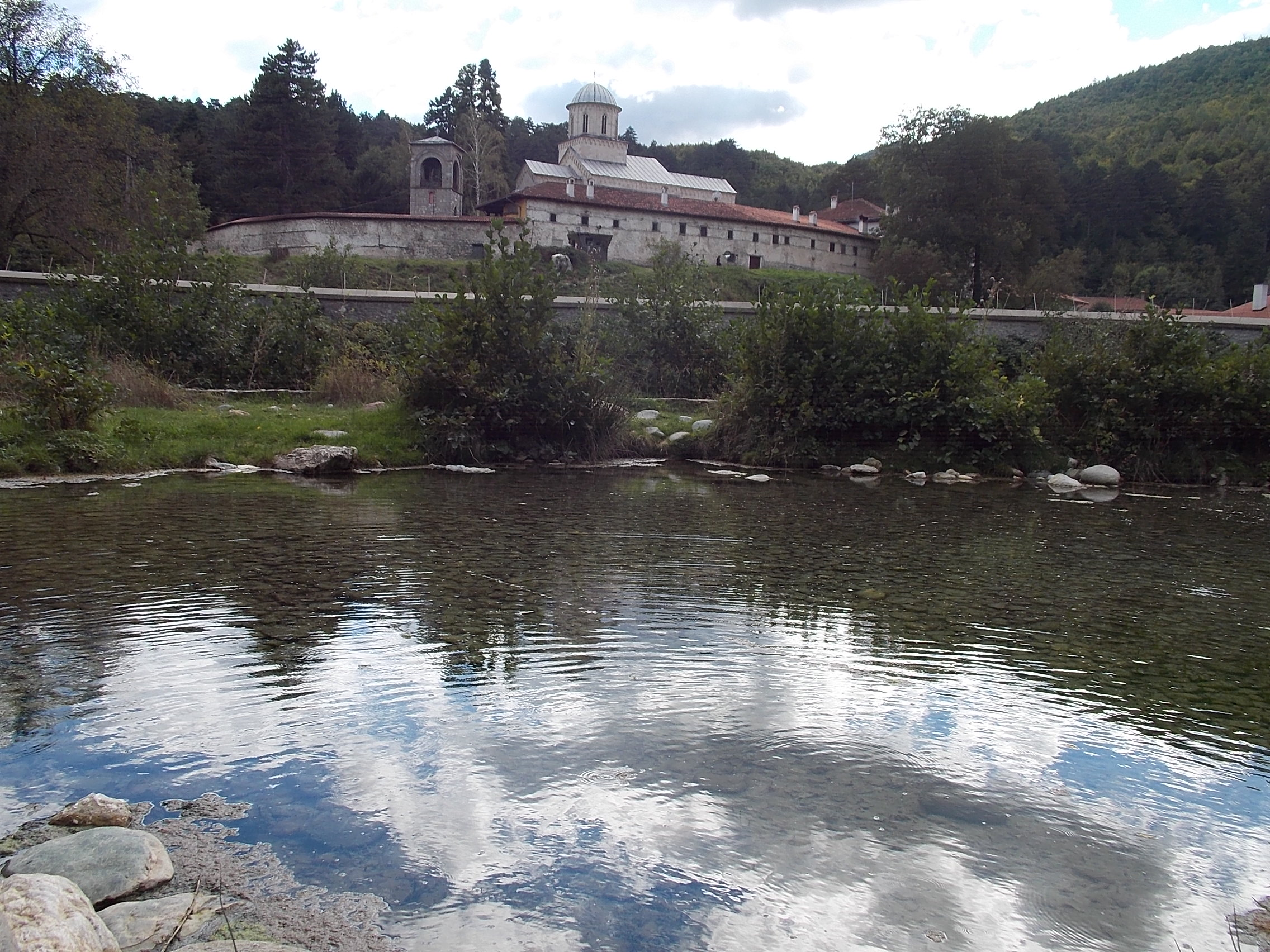
Klášter Visoki Dečani